# Koji Nakazato
Koji Nakazato (中里 宏司 Nakazato Koji?), född 24 april 1982 i Kanagawa prefektur, är en japansk före detta fotbollsspelare.
Nakazato började sin karriär 2000 i Shonan Bellmare. 2006 blev han utlånad till Sanfrecce Hiroshima. Han gick tillbaka till Shonan Bellmare 2007. Han avslutade karriären 2007.